# 志賀神社
志賀神社（しがじんじゃ）は、佐賀県佐賀市川副町早津江津にある神社。旧社格は県社。

## 祭神

### 主祭神
- 志賀大神（しがおおかみ）

上筒男之命・中筒男之命・底筒男之命のいわゆる住吉三神。海の神。

### 配祀祭神
- 天御中主命
- 大国主命
- 少名昆古那神
- 事代主神
- 応神天皇
- 菅原道真 - 一刀彫の神像は室町期の作と伝わる
- 源為朝 - 黒髪山の大蛇退治に赴く際に鰐口を奉納したと伝わる。

## 歴史
社伝によれば、貞観元年（859年）1月27日、有明海沿岸地方の総守護神として志賀海神社より分霊されたと伝えられる。当初は有明海岸の無人の洲に祠が建立されており、満潮時は水没していたと志賀社旧記にある。この地で勢力を誇った龍造寺隆信や鍋島家歴代藩主からの尊崇を集め、明暦4年（1658年）には佐賀藩2代藩主鍋島光茂が本殿を寄進した。また鍋島直正は佐賀藩の海軍伝習所である三重津海軍所にて国内初の蒸気船「凌風丸」を建造する際に、ここで大願成就を祈願している。なお、凌風丸は慶応元年（1865年）に無事進水を果たした。神社ではこのことをもって当神社を日本海軍発祥の地としている。実際に昭和15年（1940年）に皇紀2600年を記念して大規模な改修が行われ、昭和19年（1944年）には県社に昇格している。

## その他
- 日本赤十字社の創設者佐野常民の出生地は志賀神社参道鳥居の近くであり、神社の東には「佐野常民と三重津海軍所跡の歴史館」（旧佐野常民記念館[1]）が建設されている。
- 境内には「志賀神社のクスノキ」として佐賀県の保存樹に指定されている推定樹齢800年のクスノキがある。